# Alessandro Spadorcia
Alessandro Spadorcia (Roma, 5 luglio 1960) è un attore, regista, dialoghista e Doppiatore italiano.

## Biografia
Le prime esperienze professionali risalgono al 1983 quando prende parte al Macbeth di Shakespeare con Cosimo Cinieri, e al film La traviata, adattamento cinematografico dell'omonima opera lirica di Giuseppe Verdi con la regia di Franco Zeffirelli. Entra in seguito al Laboratorio di Esercitazioni Sceniche di Roma diretto da Gigi Proietti, e nel 1985 debutta al suo fianco nel Cyrano de Bergerac di Edmond Rostand. La prosa è l'ambito professionale che più frequenta passando indifferentemente dal teatro classico a quello moderno, dallo spettacolo musicale al cabaret, all'operetta. E poi radio, televisione, cinema e doppiaggio, attività quest'ultima che lo vede impegnato sia come attore e direttore sia come dialoghista. Suo figlio Lorenzo ha seguito le sue orme e fa il doppiatore.

## Filmografia

### Cinema
- La traviata, regìa di Franco Zeffirelli (1983)
- Son contento, regìa di Maurizio Ponzi (1983)
- Il pentito, regìa di Pasquale Squitieri (1985)
- Otello, regìa di Franco Zeffirelli (1986)
- Kidnapping - Pericolo in agguato (Man on Fire), regìa di Elie Chouraqui (1987)
- In nome del popolo sovrano, regìa di Luigi Magni (1991)

### Televisione
- Scarlatto e nero (The Scarlet and the Black), regìa di Jerry London - miniserie TV (1983)
- Nucleo zero, regìa di Carlo Lizzani - miniserie TV (1984)
- Classe di ferro, regìa di Bruno Corbucci - serie TV (1989)
- Don Fumino, regìa di Nanni Fabbri e Romolo Siena - serie TV (1993)
- Il prezzo della vita, regìa di Stefano Reali - film TV (1995)
- Un medico in famiglia, regìa di Tiziana Aristarco - serie TV (1998)
- Turbo, regìa di Antonio Bonifacio - serie TV (1999)
- La squadra, regìa di Marcantonio Graffeo e Alfredo Peyretti - serie TV, 2 episodi (2003)
- Casa famiglia, regìa di Riccardo Donna - serie TV (2001)
- Raccontami una storia, regìa di Riccardo Donna - miniserie TV (2004)
- Joe Petrosino, regìa di Alfredo Peyretti - miniserie TV (2006)
- Carabinieri 6, regìa di Giandomenico Trillo - serie TV (2006)
- Angeli - Una storia d'amore, regìa di Stefano Reali - film TV (2014)
- Non è stato mio figlio, regìa di Alessio Inturri e Luigi Parisi - miniserie TV (2015)

## Teatro
- Macbeth, di William Shakespeare, regìa di Cosimo Cinieri (1983)
- Cyrano de Bergerac, di Edmond Rostand, regìa di Gigi Proietti ed Ennio Coltorti (1984)
- Recital, di Gigi Proietti e Roberto Lerici, regìa di Gigi Proietti (1985)
- I tre moschettieri, di Alexandre Dumas (1986) riduzione teatrale a episodi con regìa di Beppe Navello, Maurizio Scaparro, Ugo Gregoretti, Mario Missiroli, Gigi Proietti
- Anfitrione, di Tito Maccio Plauto, regìa di Ennio Coltorti (1987)
- Di timide invidie, di Mario Scaletta, regìa di Mario Scaletta (1988)
- Cuori di cristallo, di Renato Giordano, regìa di Walter Manfrè (1988)
- Recital 2, di Gigi Proietti e Roberto Lerici, regìa di Gigi Proietti (1988)
- I 7 re di Roma, di Luigi Magni, regìa di Pietro Garinei (1988)
- L'uomo del destino, di George Bernard Shaw, regìa di Giulia Oriani (1989)
- Vestire gli gnu, di Mario Scaletta, regìa di Mario Scaletta (1990)
- Operazione, di Stefano Reali, regìa di Stefano Reali (1991)
- Pseudolus, di Tito Maccio Plauto, regìa di Livio Galassi (1991)
- La vedova scaltra, di Carlo Goldoni, regìa di Augusto Zucchi (1991)
- L'importanza di chiamarsi Ernesto, di Oscar Wilde, regìa di Edmo Fenoglio (1992)
- Febbre da fieno, di Noël Coward, regìa di Silverio Blasi (1992)
- L'uomo, la bestia, la TV, di Mario Scaletta, regìa di Mario Scaletta (1993)
- Sogno di una notte di mezza estate, di William Shakespeare, regìa di Walter Manfrè (1994)
- Operetta, che passione!, regìa di Romolo Siena (1995)
- Amori inquieti di Carlo Goldoni, regìa di Augusto Zucchi (1996)
- Scugnizza, operetta di Mario Pasquale Costa e Carlo Lombardo, regìa di Massimo Scaglione (1996)
- Buonanotte Bettina, di Garinei e Giovannini, regìa di Gianni Fenzi (1996)
- Torna a casa, lessico!, di Mario Scaletta e Carola Silvestrelli, regìa di Alessandro Spadorcia (1996)
- Il paese dei campanelli, operetta di Carlo Lombardo e Virgilio Ranzato, regìa di Roberto Croce (1997)
- Caldo e freddo, di Frederick Crommelynck, regìa di Carlo Alighiero (1997)
- Il conte di Lussemburgo operetta di Franz Lehar, regìa di Ivan Stefanutti (1998)
- Rose Marie operetta di Rudolf Friml e Herberth Stothart, regìa di Ivan Stefanutti (1999)
- Il padre della sposa di Caroline Francke, regìa di Sergio Japino (1999)
- La contessa Mariza operetta di Emmerich Kalman, regìa di Lorenzo Mariani (2000)
- Chi ha paura di Virginia Woolf?, di Edward Albee, regìa di Ileana Ghione (2002)
- Unico grande amore di Prospero Richelmy, regìa di Walter Croce (2003)
- La signora in rosso, adattamento teatrale di Claudio Insegno, regìa di Alessandro Spadorcia e Ivan Stefanutti (2004)

## Radio
- Spettacolo, testi e regìa di Annabella Cerliani e Loris Barbieri (1985, Radio 1)
- Il gioco della radio, regìa di Fabrizio Trionfera (Radio 2, 1985)
- Radio open (Radio 2, 1998)
- Mattina d'estate, testi di Carola Silvestrelli e Alessandro Spadorcia, regìa di Francesco Brandolini (Radio 2, 1998)

## Doppiaggio
- Tim Blake Nelson in Franklin D. Roosevelt - Un uomo, un presidente
- Nicholas Turturro in Lo strangolatore
- Damian Chapa in Trappola in alto mare
- Daniel Gerroll in Sulle orme del vento
- William Zabka in Un tuffo nel passato
- Andrew Pleavin in The last vampire - Creature nel buio
- Tim Guinee in Ancora una volta
- Pablo Schreiber in The Manchurian Candidate
- Timon Kyle in Il sogno di Calvin
- Prakazrel Michel in Mistery men
- Devrim Özder Akın in La forza di una donna
- Sonny Marinelli in Digital reaper
- Philip Glenister in L'isola del tesoro
- Grant Bowler in Guns Akimbo

Ha inoltre curato l'adattamento dei dialoghi di quasi ottocento episodi di oltre cento serie televisive e di un centinaio tra film destinati alla sala e home video